# Дебай (лунный кратер)
Кратер Дебай (лат.  Debye) — огромный древний ударный кратер в северном полушарии обратной стороны Луны. Название присвоено в честь голландского физика и физикохимика, лауреата Нобелевской премии по химии за 1936 год, Петера Дебая (1884—1966) и утверждено Международным астрономическим союзом в 1970 г. Образование кратера относится к донектарскому периоду.

## Описание кратера

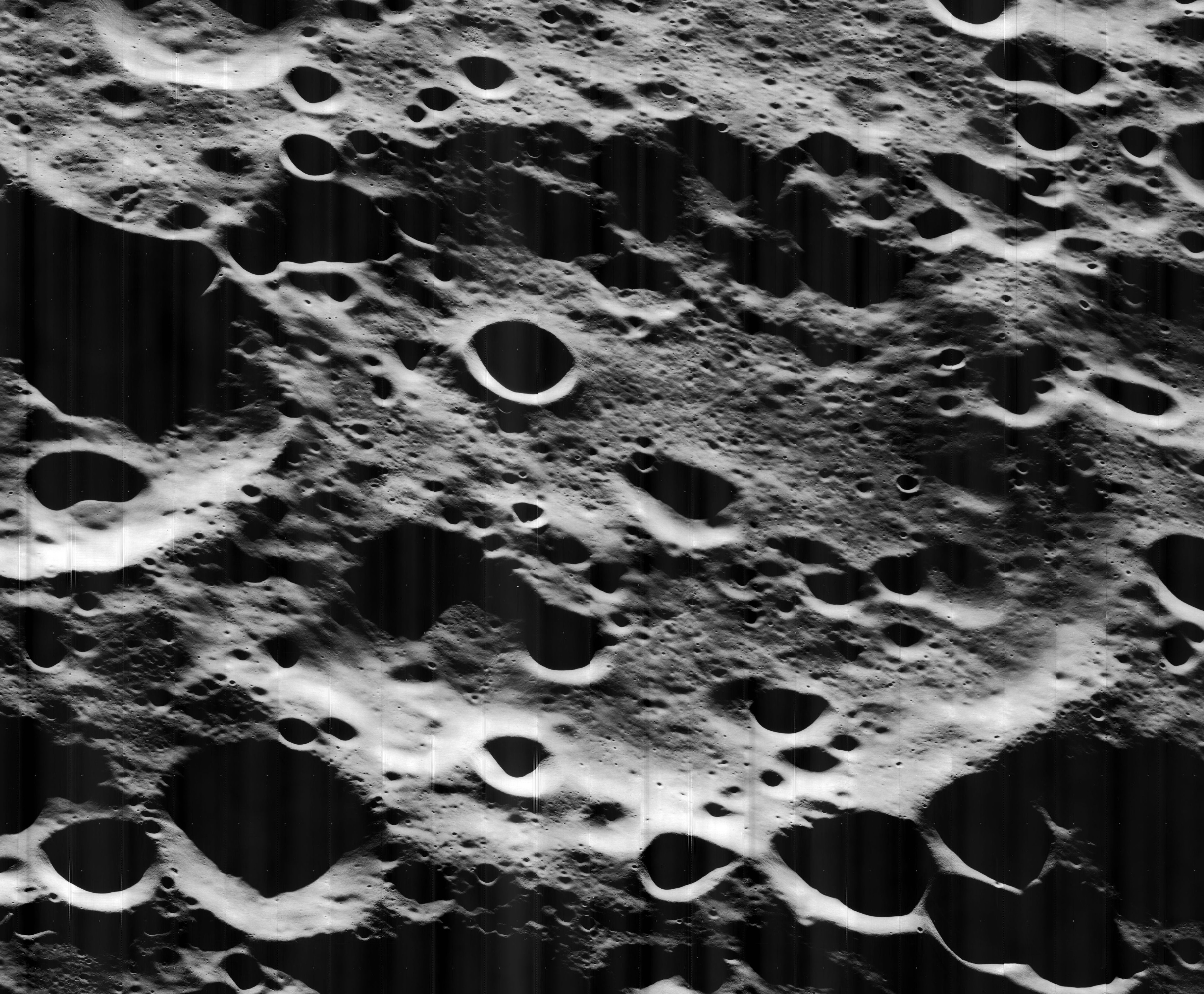
Снимок зонда Lunar Orbiter - V (север справа).

Ближайшими соседями кратера являются кратер Д’Аламбер на западе; кратер Купер на северо-западе; кратер Чаппел на севере; кратер Роуланд на северо-востоке; кратер Монгольфье на востоке; кратер Перкин на юге; кратер Дюнер на юго-востоке и кратер Чернышев на западе-юго-западе. Селенографические координаты центра кратера 49°26′ с. ш. 176°02′ з. д. / 49,43° с. ш. 176,03° з. д., диаметр 127 км, глубина 3 км.
Кратер имеет полигональную форму, значительно разрушен за длительное время своего существования. Вал сглажен, перекрыт множеством кратеров различного размера, в северо-восточной части спрямлен и перекрыт целым скоплением кратеров, южная часть вала перекрыта кратером Перкин. высота остатков вала над окружающей местностью достигает 1700 м, объем кратера составляет приблизительно 22300 км³. Дно чаши пересеченное, испещрено множеством кратеров различного размера. На юго-западе от центра находится сравнительно свежий чашеобразный кратер.

## Сателлитные кратеры
| Дебай | Координаты                                              | Диаметр, км |
| ----- | ------------------------------------------------------- | ----------- |
| E     | 50°07′ с. ш. 170°50′ з. д. / 50,11° с. ш. 170,83° з. д. | 41,0        |
| J     | 48°11′ с. ш. 172°34′ з. д. / 48,18° с. ш. 172,57° з. д. | 28,9        |
| Q     | 47°26′ с. ш. 179°08′ з. д. / 47,43° с. ш. 179,14° з. д. | 26,9        |

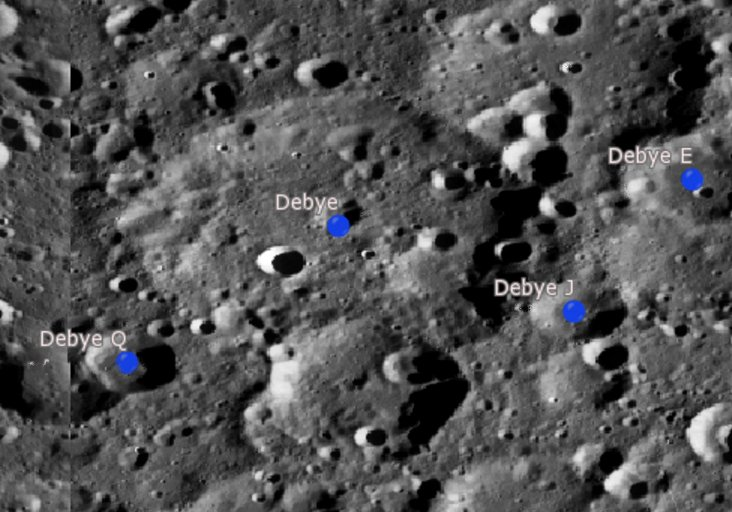
Снимок зонда Lunar Reconnaissance Orbiter.

- Образование сателлитного кратера Дебай E относится к нектарскому периоду[4].